# Pottjärnen (Kalls socken, Jämtland)
Pottjärnen är en sjö i Åre kommun i Jämtland och ingår i Indalsälvens huvudavrinningsområde.